# Walter Buchberger
Walter Buchberger (24. března 1895 – 1. září 1970, Marktoberdorf) byl československý lyžař německé národnosti, sdruženář.

## Sportovní kariéra
Startoval za Československo na obou prvních zimních olympiádách. Na I. ZOH v Chamonix 1924 skončil v severské kombinaci na 7. místě a na II. ZOH ve Svatém Mořici 1928 skončil v severské kombinaci na 18. místě.